# Die nicht sterben dürfen
Die nicht sterben dürfen ist ein deutsches Stummfilmmelodram aus dem Jahre 1919 von Franz Osten mit Erich Kaiser-Titz und Thea Steinbrecher in den Hauptrollen. 

## Handlung
John Steven hat eine tolle Erfindung gemacht. Ihm ist die Gewinnung von Energie und Elektrizität unter Ausnutzung der Gezeiten (Ebbe und Flut) gelungen. Nun geht er zum Fabrikanten Plagson, in der Hoffnung, von ihm das benötigte Geld für die Umsetzung seiner Erfindung zu erhalten. Doch der weist ihn ab. John will sich jedoch nicht einfach abspeisen lassen, und da er dringend eine Finanzspritze für sein Projekt benötigt, stiehlt er kurzerhand das Geld aus Plagsons Kasse. 
Tatsächlich hat Steven mit dieser Missetat Erfolg, denn seine Erfindung macht John in der Fremde zu einem reichen Mann. Als er eines Tages zurückkehrt, tritt er erneut an Plagson heran, diesmal, wo er ein gemachter Mann ist, mit Erfolg. John Steven heiratet als seinen größten Triumph sogar Plagsons Tochter Siggi. Die Ehe steht unter keinem guten Stern, und Steven gesteht seiner Frau, dass er einst ihren Vater bestohlen hatte. Von Reue gezeichnet, will Steven sich töten, doch seine Pflegetochter Ebba hält ihn im letzten Moment von der Verzweiflungstat ab.

## Produktionsnotizen
Die nicht sterben dürfen passierte die Zensur im November 1919 und wurde im selben Monat in Berlins Sportpalast uraufgeführt. Der Fünfakter mit einer Länge von zunächst 1881, dann 1856 Metern Länge erhielt Jugendverbot. 

## Kritik
Paimann’s Filmlisten resümierte: „Stoff ausgezeichnet, Spiel und Szenerie sehr gut. Photos recht gut.“